# Victòria Subirana
Victòria Subirana (Ripoll, 1959) és una pedagoga i cooperant catalana, més coneguda amb el nom de Vicki Xerpa, que ha dedicat la seva vida a lluitar contra les desigualtats socials de nens i nenes, marginats, discapacitats i dones de Nepal. Victòria ha utilitzat l'educació com a eina per poder combatre aquestes desigualtats i provocar així un canvi social. A les vessants de l'Everest, "Xerpa" s'associa amb els nens de les castes marginades (esclaves). Els nepalesos també l'anomenen "Madame Xerpa".

## Formació
Realitza els seus estudis a Ripoll i participa en activitats socials i juvenils. Estudia a la Universitat de Vic i després de formar-se en magisteri comença a treballar com a mestra a l'escola Daina, de Ripoll, on romandrà durant 10 anys.
El 1979 comença un intens procés de formació realitzant diversos cursos per ampliar al màxim la seva formació en l'àmbit educatiu. Per exemple, realitza diversos estudis sobre el sistema pedagògic Decroly, a la Decrolynian School de Brussel·les, i treballa amb el mètode Regió Emilia en diferents centres educatius d'Itàlia.
La seva formació segueix amb la realització de cursos d'expressió corporal, música i educació especial, en diversos centres europeus. Realitza i obté un Màster especialitzat en "Currículum and Teaching", a la Universitat de Michigan State (EUA).

## Viatge al Nepal
L'any 1988 viatja per primer cop a Nepal, un país pel que sentia una forta atracció. Quan arriba a la capital, Katmandú, Vicki rep un fort impacte quan comprova la pobresa i les condicions de vida dels seus habitants. Amb les inesborrables imatges dels nens i nenes del carrer i l'experiència obtinguda al viatge comença a pensar en la possibilitat de portar a terme un projecte educatiu pels més desfavorits.
Un any després dissenya un programa de treball i realitza estudis de nepalès a Barcelona. Al mateix temps viatja de nou al Nepal per continuar la seva formació cultural i lingüística a la Universitat de Tribhuvan, a Katmandú. Funda la seva primera escola l'any 1989, amb el nom d'Escola Dorgee i acull a 32 nens refugiats del Tibet.

## 1993 a 1999
L'any 1993 posa en marxa l'Escola Daleki amb l'objectiu de facilitar les necessitats socials, intel·lectuals i psicològiques dels més desfavorits de la comunitat. Aquesta escola acollia a 320 nens i nenes de parvulari fins a secundària. També comença a preparar els Montessori Series of Books, més de 60 llibres de text pels tres cicles de preescolar. Amb aquest sistema, Victòria pretén ensenyar amb la cultura, la historia i les costums del Nepal, evitant així una "invasió" occidental al terreny educatiu.
Paral·lelament, a Barcelona impulsa l'associació "Amics de Vicki Xerpa", encarregada de dotar de suport econòmic el projecte a través de l'apadrinament de les escoles.
El 1995, amb la finalitat d'augmentar l'alfabetització i l'educació bàsica de nens i adults que no poden assistir a un curs normal, crea el Projecte d'Educació No Reglada, amb assignatures bàsiques com matemàtiques, anglès i nepalès.
L'any 1998 crea el Family Project, una iniciativa creada per aportar sostenibilitat als projectes creats i per millorar les condicions de vida de les famílies sense recursos. Les tres principals activitats d'aquest projecte són: els tallers per la capacitació de dones, les activitats de generació d'ingressos a través de l'artesania - dissenyada i confeccionada pel taller -, la botiga familiar Vedfon i, per acabar, el sistema de micro crèdits.
El 1999 l'entitat va crear la primera Escola de Mestres de Primària al Nepal amb l'objectiu de millorar la qualitat de la formació d'aquests professionals i el desenvolupament integral dels alumnes. L'escola va tancar pel regicidi del rei del Nepal (2002) i encara que no es disposava d'un espai físic específic, l'activitat formativa dels mestres no es va aturar sinó que es va desenvolupar a través dels diferents programes formatius, ja previstos amb anterioritat.
També, l'any 1999, Victòria posa en marxa el Centre d'Acollida per a nens i nenes en situació de risc. El projecte va néixer amb l'arribada de la Babita, una nena d'uns 7 anys i amb deficiències físiques, que havia estat abandonada al mig d'un mercat de Katmandú. El centre proporciona allotjament, educació i atenció mèdica a 12 nens i nenes amb deficiències, orfes o abandonats, i sense cap familiar que cuidi d'ells. A més, proporciona classes de psicomotricitat amb professionals especialitzats i integra aquests nens i nenes a l'escola normalitzada.

## L'Escola Catalunya i la Fundació EduQual
Vicki obre un segon centre escolar a Katmandú l'any 2000. Amb la col·laboració de la Generalitat de Catalunya i Arquitectes Sense Fronteres posa en funcionament l'Escola Catalunya, que imparteix classes de primària a 180 nens i nenes de la zona rural de Manamaiju, als afores de la capital nepalesa.
L'antiga associació Amics de Vicki Xerpa es converteix l'any 2002 en la Fundació EduQual (Educació de Qualitat per tothom). Aquesta ONG és l'encarregada de finançar els projectes al Nepal.

## Publicacions
L'any 2002, Vicki publica el llibre autobiogràfic "Vicki Xerpa, Una Mestra a Katmandú" (Aguilar, 2002), on narra les seves vivències com a mestra al país asiàtic.
Al juliol de 2005, el mètode educatiu creat per Vicki Xerpa s'inscriu al Registre de la Propietat Intel·lectual amb el títol "La pedagogia transformadora".

## Al cinema
La pel·lícula de 2011 Katmandú, un mirall al cel està inspirada en la seva vida i vivències al Nepal.

## Premis i reconeixements
- 2009, Fundació Vicki Sherpa, rep el premi a la millor entitat humanitària, atorgat pels Premis Kapital
- 2008, Fundació Vicki Sherpa Eduqual va rebre el premi, als Valors de Convivència, a la categoria col·lectiva, atorgat per la Fundació Rodolfo Benito Samaniego. Aquest premi promociona valors com la pau, la solidaritat, la llibertat o la democràcia.
- 2006, Fundació Vicki Sherpa Eduqual va rebre el premi al Comportament Humà atorgat per l'Associació Espanyola de Palabra Culta y Buenas Costumbres de Madrid, de la qual és President d'Honor SM el Rei D. Juan Carlos I.

El documental ELS NENS DEL NEPAL, guanyador d'un Goya el 2004 que va elaborar el Centre d'Estudis Cinematogràfics de Catalunya, va rebre el premi UNICEF 2006, -per plasmar la Realitat d'una forma verídica i la tasca que realitzen les ONG, i reflectir els valors d'esperança, solidaritat i superació dels nens i les nenes que malviuen al carrer (sic)- Aquest documental es va realitzar a l'escola Daleki de Katmandú.
- 2006, Vicki Sherpa obtingué el Premi Protagonistas a la Solidaritat de mans de Luís del Olmo pel seu "valor, generositat, ànim i empeny".
- 2005, Vicki Sherpa és reconeguda amb el Premi —Tierra de Mujeres“ atorgat per la Fundació Yves Rocher, entitat recolzada per l'Institut de France
- 2004, nomenada Ambaixadora de la Pau per la Comunitat Pakistanesa de Catalunya
- 2003, UNICEF seleccionà l'escola Daleki com a exemple i model a seguir per altres organitzacions interessades a promoure l'educació i integració de nens i nenes amb discapacitats.
- 2003, Premi ONCE a la solidaritat i a la superació.
- 2002- Reconeguda amb el premi TONETTI a la tasca Humanitària. (Atorgat amb anterioritat a Nelson Mandela i a Federico Mayor Zaragoza)
- 2000 - MEDALLA D'OR per la Universitat de Vic
- 1999 - Premi MESTRES”68, concedit per l'Associació Mestres 68 i L'Associació Rosa Sensat